# Sappi Alfeld

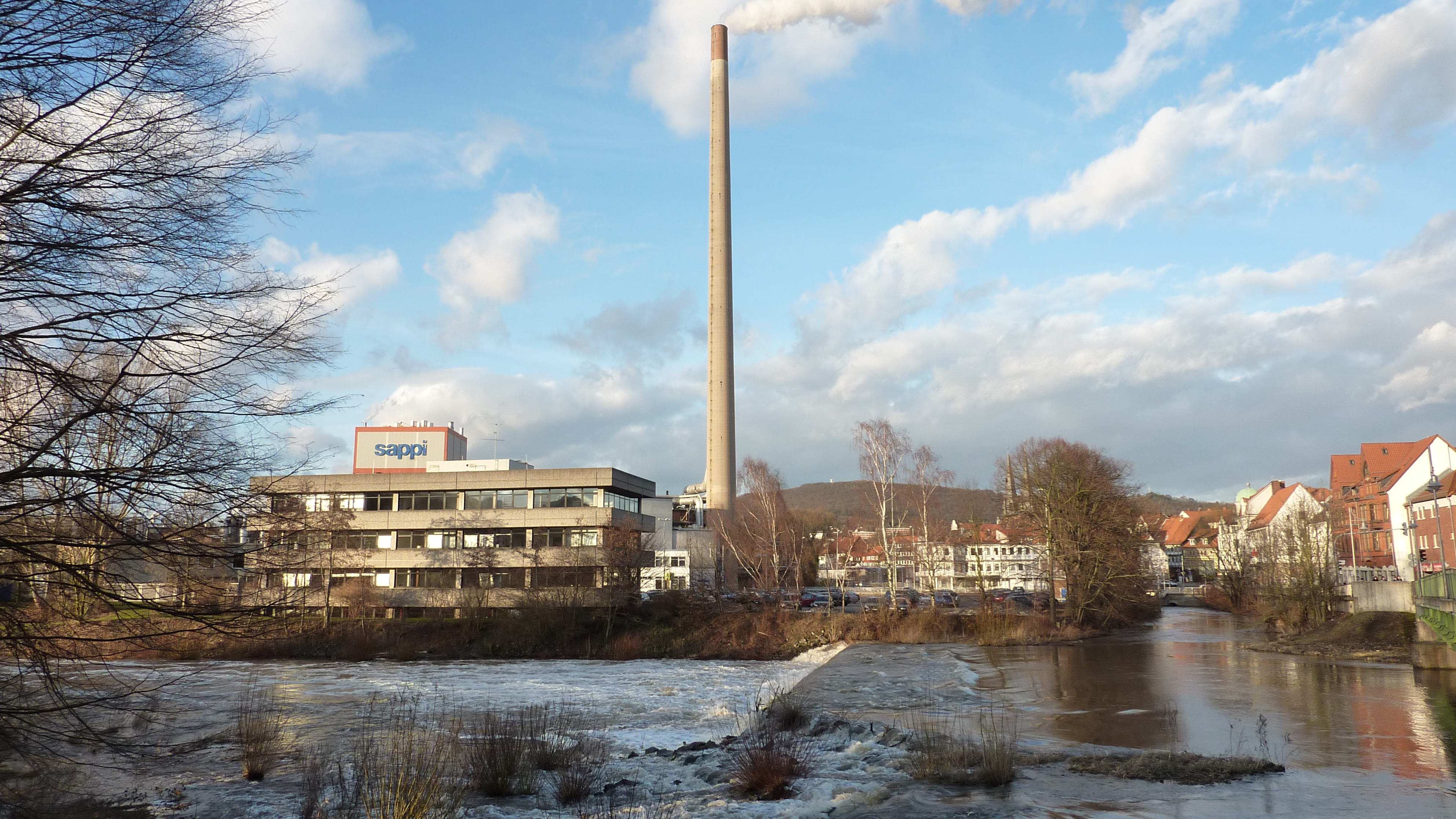
Blick über das Leine-Wehr zum Verwaltungssitz von Sappi Alfeld

Sappi Alfeld ist der Firmennachfolger eines Anfang des 18. Jahrhunderts in Alfeld gegründeten Papierherstellers. Als GmbH ist das heutige Unternehmen Teil der global agierenden Sappi Fine Paper Group. Am Standort Mühlenmasch 1 an der Leine werden vor allem gestrichene und ungestrichene Spezialpapiere sowie Verpackungen produziert.

## Geschichte

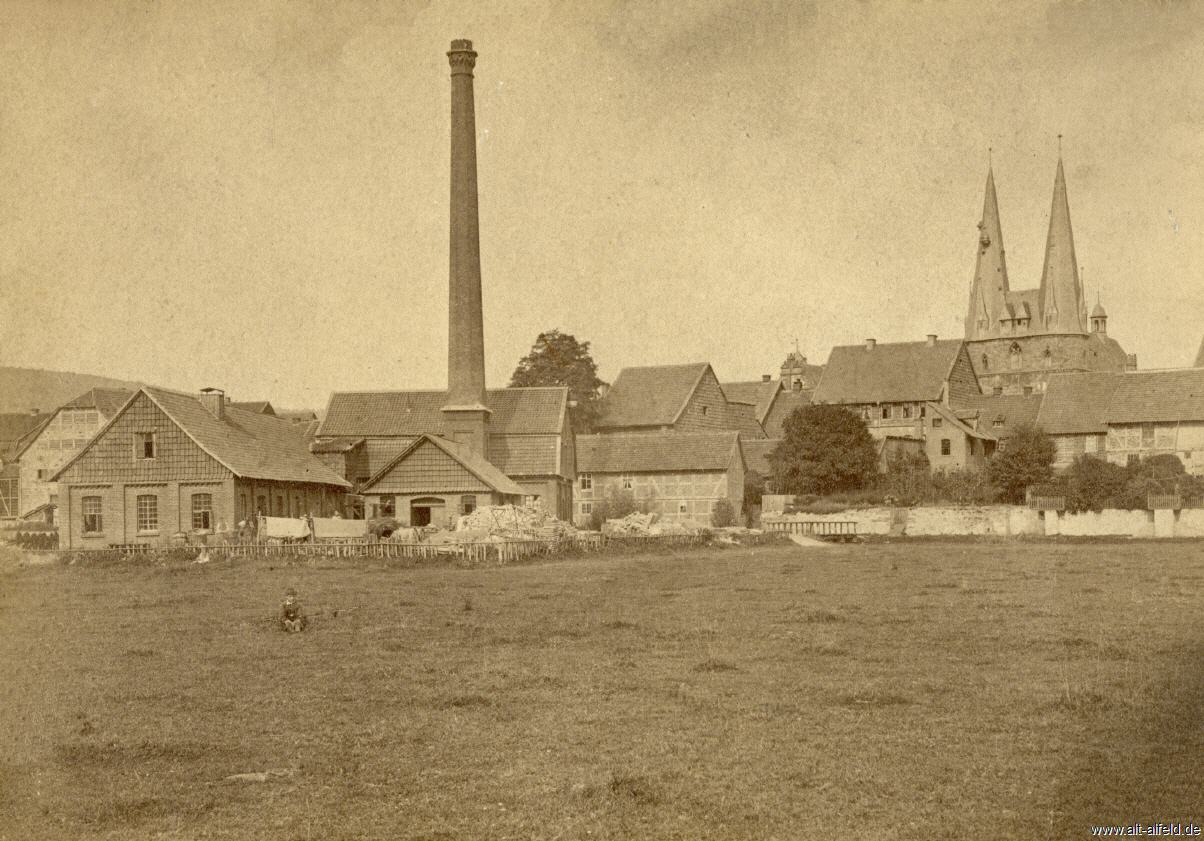
1860er Jahre-Fotografie der Fabrik der Gebr. Woge

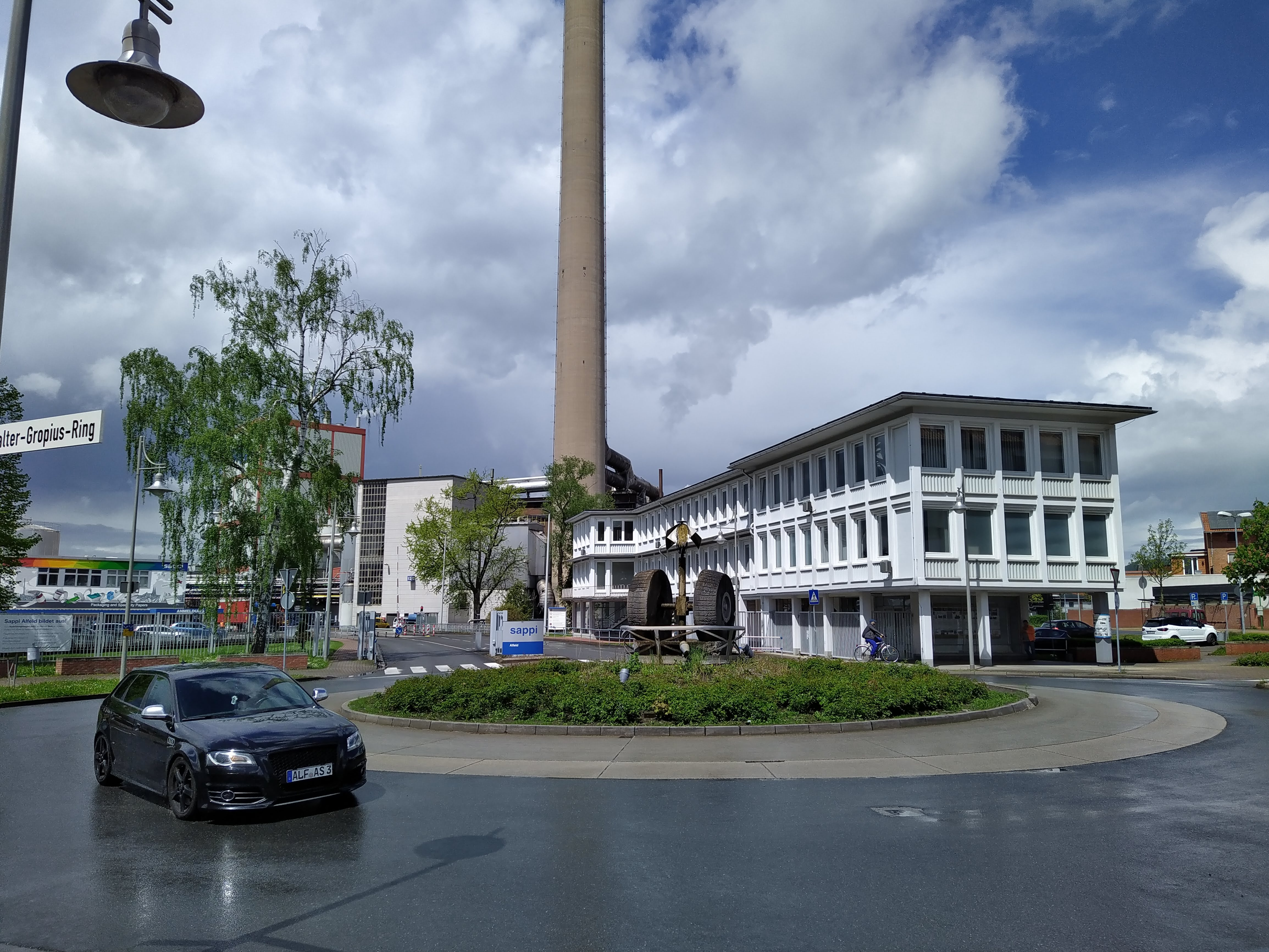
Einfahrt auf das Firmengelände am Walter-Gropius-Ring

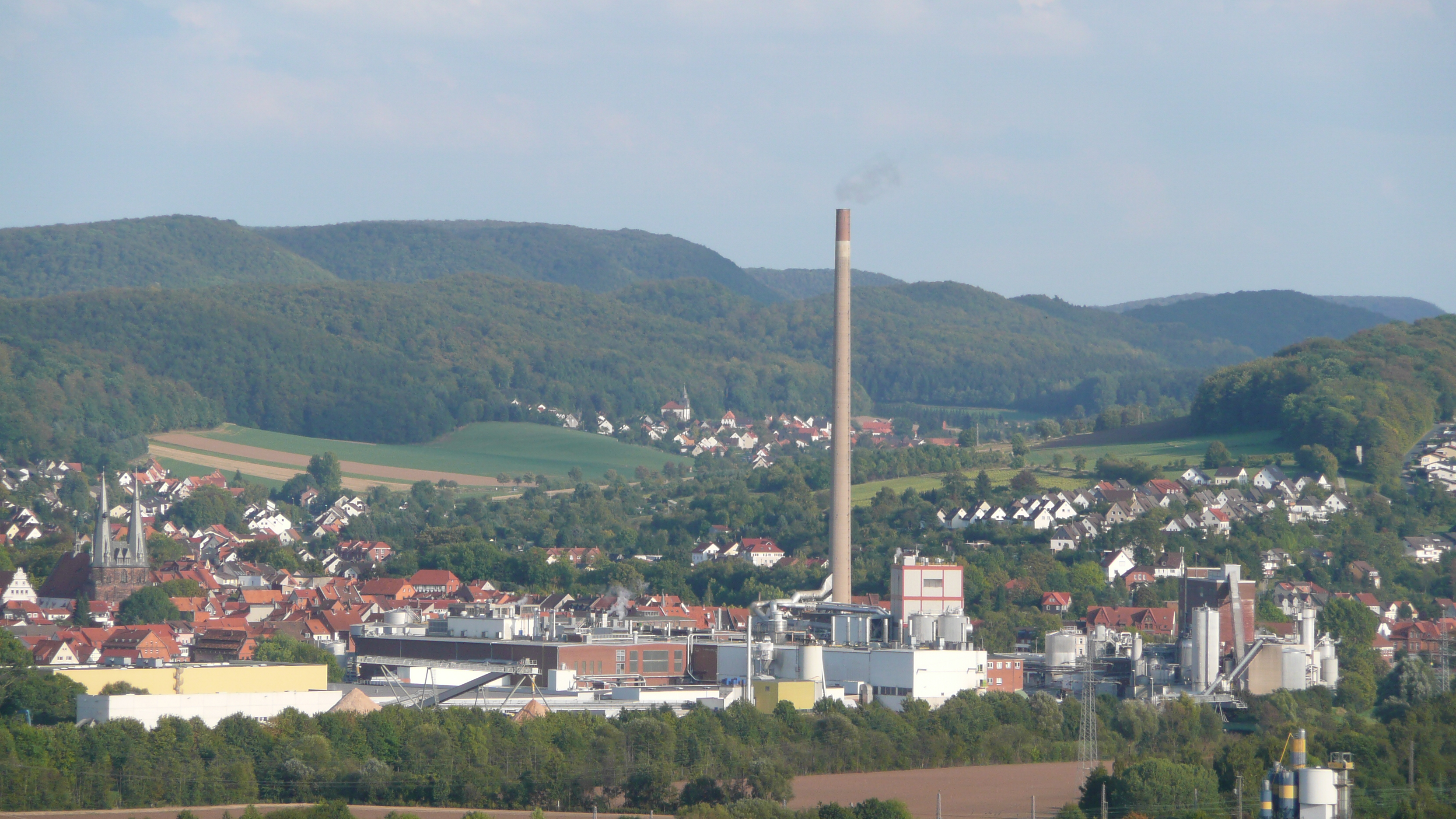
Der Fabrikschornstein im Stadtbild

Die 1706 im Hochstift Hildesheim zur Zeit des Kurfürstentums Braunschweig-Lüneburg gegründete Papiermühle wirkte rund eineinhalb Jahrhunderte als Manufaktur, bis sie im Zuge der Industrialisierung im Königreich Hannover 1851 ihre erste Papiermaschine in Betrieb nahm.
1882 begann das Unternehmen mit der Produktion von Zellstoff.
Nach dem Zweiten Weltkrieg wurde die Papiersack-Herstellerin Sachsa GmbH übernommen, 1965 der Papierverarbeiter Landré GmbH in Gronau. Damit erzielte die Ende der 1960er Jahre als Aktiengesellschaft unter dem Namen „Hannoversche Papierfabriken Alfeld-Gronau, vormals Gebr. Woge“ AG und mit etwa 1000 Beschäftigten vor allem in die Europäische Wirtschaftsgemeinschaft (EWG) liefernde Firma einen Jahresumsatz von rund 100 Millionen DM. Der damalige Schwerpunkt unter dem Generaldirektor und Vorstandsvorsitzenden Willy Eyberg im Produktportfolio lag auf Verpackungs-, holzfreien Druck- und Schreibpapieren sowie technischen und Spezialpapieren.
Nach der Übernahme der Schwäbische Zellstoff AG im Jahr 1987 wurde das Alfelder Unternehmen 1992 in die Sappi Group integriert, im Folgejahr 1993 die zuvor angekauften Firmen Sachsa und Landré wieder veräußert. Nach der Integration in die globale agierende Sappi Fine Paper Group firmierte das Werk Alfeld zunächst als Sappi Alfeld AG, später als Sappi Alfeld GmbH.

## Archivalien
Archivalien von und über Sappi Alfeld und die Hannoverschen Papierfabriken, vorm. Gebr. Woge finden sich beispielsweise
- im Niedersächsischen Landesarchiv (Abteilung Hannover) als Akte Hannoversche Papierfabriken Alfeld-Gronau mit dem Schwerpunkt des Gewerbeaufsichtsamtes Hildesheim zum Thema Arbeitszeit für die Laufzeit von 1940 bis 1954, Archivsignatur NLA HA Nds. 362 Hildesheim Acc. 2007/038 Nr. 17[5]